# Universidade Federal do Acre
Universidade Federal do Acre är ett universitet i Brasilien. Det ligger i kommunen Rio Branco och delstaten Acre, i den västra delen av landet, 2 300 km väster om huvudstaden Brasília.